# 夏咸柱
夏咸柱（1939年1月10日—），江苏建湖人，中国动物病毒学家，军事医学科学院军事兽医研究所教授、博士生导师。2003年当选为中国工程院农业学部院士。夏咸柱长期从事家畜传染病学相关工作，主要研究军用动物、野生动物重大疫病与人畜共患病的防治。
1965年8月，夏咸柱毕业于南京农业大学兽医专业。同年，夏咸柱入伍并被分配到军马卫生研究所。